# Zingiber acuminatum
Zingiber acuminatum là một loài thực vật có hoa trong họ Gừng. Loài này được Theodoric Valeton miêu tả khoa học đầu tiên năm 1904.

## Mẫu định danh
Mẫu định danh:
- Z. acuminatum var. acuminatum:[5]
  - Valeton no. do nhà thực vật người Hà Lan Theodoric Valeton (1855-1929) thu thập ở cao độ 800 m tại núi Salak, tọa độ khoảng 6°42′58″N 106°44′1″Đ / 6,71611°N 106,73361°Đ, tỉnh Tây Java. Mẫu này lưu giữ tại Trung tâm Nghiên cứu Sinh học Indonesia ở Cibinong (BO);
  - Backer 10376 do nhà thực vật học người Hà Lan Cornelis Andries Backer (1874-1963) thu thập ở cao độ 400–600 m tại núi Karok gần Djasinga;
  - Backer 11104 do Backer thu thập ở cao độ 1.200 m tại Pasir Kempul gần Nirmala.
- Z. acuminatum var. borneense:[6] Nieuwenhuis A.W no. do bác sĩ kiêm nhà thám hiểm người Hà Lan Anton Willem Nieuwenhuis (1864-1953) thu thập tại miền trung Borneo khoảng năm 1896-1897, mẫu lưu giữ tại Naturalis ở Leiden, Hà Lan (L); cũng được trồng tại vườn ươm cây của Phòng mẫu cây Bogor số XI B5 141 (hiếm khi nở hoa).
- Z. acuminatum var. acutibracteatum:[7] Ba mẫu liệt kê dưới đây được lưu giữ tại Trung tâm Nghiên cứu Sinh học Indonesia ở Cibinong (BO).
  - Backer C.A. 11493 do Backer thu thập ở cao độ 1.200 m tại núi Wilis phía trên thành phố Kediri, tỉnh Đông Java, tọa độ khoảng 7°50′0″N 111°45′0″Đ / 7,83333°N 111,75°Đ.
  - Backer C.A. 11515 do Backer thu thập ở cao độ 1.700 m tại núi Wonosegoro, khu Wonosegoro, huyện Boyolali, tỉnh Trung Java, tọa độ khoảng 7°18′0″N 110°39′0″Đ / 7,3°N 110,65°Đ.
  - Backer C.A. 16228 do Backer thu thập ở cao độ 1.500 m tại Rosoredjo, huyện Pekalongan, tỉnh Trung Java, tọa độ khoảng 6°53′0″N 109°40′0″Đ / 6,88333°N 109,66667°Đ.

## Phân bố
Loài bản địa Java, Borneo và có thể có ở Việt Nam. Môi trường sống là rừng ở cao độ 30-1.700 m.

## Các thứ
- Z. acuminatum var. acuminatum:[5][9] Nguyên chủng. Có tại Java và có thể có ở Việt Nam (Mẫu cây Atha D.E., Hiep N.T., Dong Tan L., Stevenson D.W., Little D., Tran T.B. & Tu T.T. NY-HN39 hiện lưu giữ tại Vườn Thực vật NewYork (NY) - được thu thập ngày 8 tháng 12 năm 2005 ở cao độ 202 m (663 ft) tại xã Hữu Liên, huyện Hữu Lũng, tỉnh Lạng Sơn, Việt Nam, tọa độ khoảng  21°31′0″B 105°2′0″Đ / 21,51667°B 105,03333°Đ cũng được coi là của loài này,[4] dù rằng Axel Dalberg Poulsen, Jana Leong-Škorničková và Dang Hu Trang cho rằng loài này không có ở Việt Nam).[1] Phạm Hoàng Hộ gọi loài này là gừng nhọn.[10]
- Z. acuminatum var. borneense Valeton, 1918:[6][11] Borneo.

Valeton còn liệt kê một thứ là Z. acuminatum var. acutibracteatum ở các huyện Pekalongan và Boyolali, tỉnh Trung Java cũng như huyện Kediri, tỉnh Đông Java; nhưng nó không được POWO công nhận.

## Mô tả
Cán hoa dưới mặt đất, nghiêng hoặc gần nằm ngang, ngắn. Cành hoa bông thóc lớn thuôn dài-hình trứng dần dần nhọn thon, gần như có bướu ở lưng, xếp lợp chặt. Các lá bắc áp ép hình elip, đỉnh thuôn tròn, mép hơi cong vào trong, gần như không có mấu nhọn, nhẵn, màu hồng. Lá bắc con không dài hơn đài hoa. Hoa lớn, đồng màu vàng nhạt. Cánh hoa hình mác nhọn. Cánh môi 3 thùy thuôn dài – hình trứng, các thùy bên ngắn gần như thẳng đứng, màu vàng nhạt. Phiến lá hình elip-thuôn dài, đáy có cuống ngắn, hơi mập, men xuống, mặt dưới thưa lông ở gân. Lưỡi bẹ ngắn, rộng giữa, các thùy ngắn hình trứng-tam giác, có lông lụa.

### Thứacuminatum
Cây thảo gần như nhẵn nhụi, cao tới 3,5 m, thân có lông. Phiến lá hình elip-thuôn dài, 33 × 10 cm, cuống dài tới 10 mm. Lưỡi bẹ 3-4,  gần đáy thân 7–10 mm, có lông măng ở đáy. Cành hoa bông thóc hình trứng-thuôn dài hoặc hình elip-thuôn dài, nhọn thon, dài 15 cm, lá bắc phồng phần dưới đỉnh, mép đỉnh cụp trong, áp ép, màu hồng, 40 × 35 mm. Lá bắc con 28 × 8 mm, nhọn, thuôn dài. Hoa màu vàng lưu huỳnh nhạt. Đài hoa 30 × 12 mm. Ống tràng 40–45 mm, các thùy 30 × 25 mm, cánh môi 28 × 25 mm, thùy giữa dài 15 mm hình trứng-thuôn dài, đỉnh cắt cụt, gần rộng đầu, phần rời ở bên khoảng 4mm, gần thẳng đứng. Bao phấn 13 mm, mào hơi ngắn. Đầu nhụy hình chén nhỏ, mép có lông rung cứng dài. Bầu nhụy có lông rất nhỏ. Quả nang hình tam giác-thuôn dài, 25 × 12 mm.
Mô tả của Phạm Hoàng Hộ về cơ bản là tương tự, nhưng khác ở chỗ lá bắc màu đỏ chứ không phải màu hồng.

### Thứborneense
Cây cao trung bình, có lông. Lá gần như không cuống, 28 × 8,6 cm, nói chung nhỏ, hình elip hoặc trứng ngược-thuôn dài, nhọn tới thon nhỏ nhọn thon, đáy hình nêm, gân ở đáy dầy lên thành cuống, mặt trên nhẵn nhụi, mặt dưới có lông măng. Cành hoa bông thóc có cuống dài 5–10 cm, cuống có lông măng, xếp lợp chặt, hình elip hoặc hình trứng rộng, ~7,5 × 3,5 cm, có bướu lưng, lá bắc thuôn dài thuôn tròn áp ép, phần giữa tới dưới đỉnh lồi, mép có lông nhung nhỏ, phần giữa đỉnh cụp trong, 4 × 2,2 cm. Lá bắc con hình mác-thuôn dài, nhọn thon, 2,3 × 0,6 cm, không dài hơn đài hoa. Đài hoa mềm, đỉnh hẹp-cắt cụt, ngắn hơn khoảng 1/3 ống tràng. Tràng hoa đồng màu, màu vàng lưu huỳnh nhạt, dài 6 cm, ống dài 3,5 cm. Cánh môi 3 thùy, hình trứng rộng, dài ~2,5 cm, thùy giữa hình trứng-thuôn dài, đỉnh gần rộng, các thùy (hợp sinh với các nhị lép bên) hình trứng rộng, đỉnh cắt cụt, phần rời dài ~4 mm, thẳng đứng. Nhị dài 2,5 cm, bao phấn dài bằng mào. Các cánh hoa bên dài hơn cánh môi, cánh lưng dài bằng nhị hoa.